# マジカルミュージックツアー
『マジカルミュージックツアー』は、大石昌良によるソロ4作目のアルバム。2013年2月20日にクライムミュージックエンタテインメントより発売された。

## 概要
前作『31マイスクリーム』から約1年1か月ぶりのアルバムであり、前作より一転して完全セルフプロデュースの作品となっている。また、アルバムの制作過程で完成した楽曲であり、アルバムリリースに先駆けて2012年11月から毎月1曲ずつ配信リリースされた「レッツシンガソング」、「鍵っ子ノエル」、「おはよう」の3曲も収録されている。

## 収録曲
作詞・作曲・編曲 大石昌良。
1. ピエロ [4:42]
2. Jump!! [3:02]
3. おはよう [4:18]
4. 眠れぬ街のブギーマンダンス [4:00]
5. レクチャーミー [3:05]
6. 鍵っ子ノエル [4:54]
7. レディオフィッシュ [4:17]
8. ミスター [4:21]
9. そして世界は君に恋をする [5:05]
10. レッツシンガソング [4:34]